# 姜得求
姜得求（：／ Kang Deuk-ku，1963年5月27日—），大韓民國自由派政治人物，現任國會議員。